# Кизилжар (Ордабасинський район)
Кизилжа́р (каз. Қызылжар) — село у складі Ордабасинського району Туркестанської області Казахстану. Входить до складу Торткольського сільського округу.
Населення — 1570 осіб (2021; 1665 у 2009, 1369 у 1999, 1203 у 1989).